# Eugene Black (Politiker)

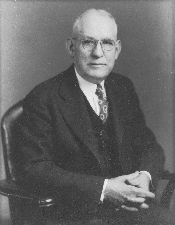
Eugene Black

Eugene Black (* 2. Juli 1879 bei Blossom, Lamar County, Texas; † 22. Mai 1975 in Washington, D.C.) war ein US-amerikanischer Politiker. Zwischen 1915 und 1929 vertrat er den Bundesstaat Texas im US-Repräsentantenhaus.

## Werdegang
Eugene Black besuchte die öffentlichen Schulen seiner Heimat. In den Jahren 1898 bis 1900 unterrichtete er selbst als Lehrer im Lamar County. Außerdem war er bei der Poststelle in Blossom angestellt. Nach einem anschließenden Jurastudium an der Cumberland University in Lebanon (Tennessee) und seiner 1905 erfolgten Zulassung als Rechtsanwalt begann er in Clarksville in diesem Beruf zu arbeiten. Außerdem war er im Einzelhandel tätig.
Politisch schloss sich Black der Demokratischen Partei an. Bei den Kongresswahlen des Jahres 1914 wurde er im ersten Wahlbezirk von Texas in das US-Repräsentantenhaus in Washington gewählt, wo er am 4. März 1915 die Nachfolge von Horace Worth Vaughan antrat. Nach sechs Wiederwahlen konnte er bis zum 3. März 1929 sieben Legislaturperioden im Kongress absolvieren. In seine Zeit im Kongress fiel der Erste Weltkrieg. Außerdem wurden in den Jahren 1919 und 1920 der 18. und der 19. Verfassungszusatz ratifiziert.
Im Jahr 1928 wurde Eugene Black von seiner Partei nicht mehr zur Wiederwahl nominiert. Nach dem Ende seiner Zeit im US-Repräsentantenhaus arbeitete er von 1929 bis 1966 für das United States Board of Tax Appeals mit Sitz in der Bundeshauptstadt Washington. Dort ist er am 22. Mai 1975 im Alter von 95 Jahren verstorben.